# 何容
何容（1903年6月1日—1990年7月5日），原名何兆熊，字子祥，號談易，筆名老談，以何容之筆名行世。籍貫河北深澤。《國語日報》創辦人之一，知名語言學家、文法學家。國立臺灣師範大學國文學系教授。曾任國語推行委員會副主任委員、主任委員。著有《中國文法論》、《簡明國語文法》、《每日一字》、《何容文集》，主編《重編國語辭典》、《國語日報辭典》。白話文壇「三老」（老談、老舍、老向）之一。

## 生平
- 清光緒二十九年（1903年），出生於河北省深澤縣小堡村。
- 民國五年（1916年），小學畢業，就讀深澤縣立師範講習所。
- 民國七年（1918年），考上河北省立水產學校，學習水產製造業。
- 民國九年（1920年），尊父母之命與邢氏結婚，時年18歲。
- 民國十一年（1922年），長子何欣出生。
- 民國十二年（1923年），考取北京大學預科，與白滌洲、洪炎秋、王向辰等人成為同學。畢業後，升上北京大學英國文學系，同系主任陳西瀅、劉半農教授、黎錦熙教授、林語堂教授學習。從此，對語言學及文法學深入研究。
- 民國十五年（1926年），國民革命軍北伐，何榮投筆從戎，加入北伐軍，擔任政治指導員；後在作戰時腿部受傷，不久即退出。後來其以這段經驗寫成《政治工作大綱》。退出北伐軍後，回到北京大學英文系補修學分。民國十九年（1930年）畢業，前往河北省立第九中學擔任教務主任。
- 民國二十年（1931年），回到北京，進入教育部國語統一籌備委員會擔任編輯，參加《國語辭典》的編輯工作。
- 民國二十三年（1934年），國立北京大學聘請其擔任中文系講師，由他講授「中國文法」課程。
- 民國二十六年（1937年），七七事變爆發，逃離北京。
- 民國二十七年（1938年），與郭沫若、郁達夫、巴金、茅盾、老舍等人創立文藝界抗敵協會，同時創辦了《抗戰文藝》。後來又在馮玉祥將軍的支持下，和老舍、老向合作編輯《抗到底》等抗日刊物。9月，教育部成立教科用書編輯委員會，並請何容出任特約編輯。10月，國民政府由武漢遷往重慶。後勤司令部成立傷兵教育委員會，邀請何容擔任委員並兼科長，主編《抗建畫刊》並替《協導》寫稿。
- 民國三十年（1941年），教育部長陳立夫於重慶恢復教育部國語推行委員會，由吳敬恆擔任主委，何容擔任專門委員，再度參加國語文教育的工作。
- 民國三四年（1945年），10月25日，臺灣歸還中華民國。
- 民國三十五年（1946年），8月以「教育部國語推行委員會專任委員」之身分與其妻和兩個兒子何欣、何庚來到臺北，住進泉州街的住所。
- 民國三十七年（1948年），十月，《國語日報》成立，由台灣大學校長傅斯年擔任首任董事長。
- 民國四十八年（1959年）受聘為國立臺灣師範大學專任教授。年底，台灣省政府裁撤台灣省國語推行委員會，併入教育廳，成為廳內的一個小單位，主委由廳長掛名。
- 民國五十一年（1962年），正月，他應中國廣播公司之邀，於早晨公園節目中播講中國文字的用法。中廣把這講稿編印成《每日一字》，頗受大眾重視。後來其也在教育廣播電台講授國語文節目。
- 民國六十二年（1973年），國立編譯館編輯中學及小學的國語教科書，也邀請何容擔任主編人，八月，屆齡退休，卸下教職。
- 民國六十五年（1976年）教育部重編《國語辭典》，請其擔任編輯委員會總編。
- 民國七十三年（1984年）起，其身體逐漸不適。
- 民國七十九年（1990年）7月5日病逝於中華醫院，年八十八。

## 作品

### 論述
- 《政治工作大綱》，1930年
- 《中國文法論》，南京：獨立出版社，1943年12月；臺灣開明書店，1952舛
- 《簡明國語文法》，臺北：正中書局，1950年
- 《每日一字》，臺北：中國廣播公司，1970年

### 散文
- 《從頭談起》，臺北：國語日報社，1961年9月
- 《何容文集》，臺北：國語日報附設出版部，1975年12月

### 主編
- 《國語日報辭典》，臺北：國語日報社，1974年
- 《國語日報字典》，臺北：國語日報社，1978年
- 《國語日報破音字典》，臺北：國語日報附設出版部，1979年

### 合著
- 《臺灣之國語運動》，何容、齊鐵恨、王炬編著，臺北：臺灣書店，1948年[1]
- 《國民學校國語課本破音字讀法及用法》，柯遜添撰、何子祥、齊鐵恨同校，臺北:東方出版社，1960年
- 《常用破音字典》，柯遜添編;何容、齊鐵恨同校，臺北:南國出版社，1962年
- 《國民學校國語教學指引》，何容、齊致賢同編，臺北:編譯館出版，1964年
- 《國語教程.上編,國音》，王天昌編著;何容等校閱 ，臺北:世界書局，1965年10月
- 《國語教程.篇,國字正音正體》，王天昌編著;何容等校閱 ，臺北:世界書局，1965年10月

## 傳述
- 《何容這個人》洪炎秋等，臺北：國語日報，1992年